# Stig-André Berge
Stig-André Berge (Oslo, 20 de julho de 1983) é um lutador de estilo greco-romana norueguês, medalhista olímpico.

## Carreira
Berge competiu na Rio 2016, na qual conquistou a medalha de bronze, na categoria até 59 kg.